# Залужний провулок
Залу́жний прову́лок — провулок у Голосіївському районі міста Києва, місцевість Віта-Литовська. Пролягає від Бродівської вулиці (двічі, утворюючи напівкільце).
Прилучається Залужна вулиця та проїзд до Любомирської вулиці.

## Історія
Провулок виник у середині XX століття. Сучасна назва — з 1957 року. У ряді документів названий Залежним провулком.